# Nisi (Népal)
Nisi (en népalais : निसी) est un comité de développement villageois du Népal situé dans le district de Baglung. Au recensement de 2011, il comptait 7 057 habitants.